# Titularbistum Raphia
Raphia (ital.: Rafia) ist heute ein Titularbistum der römisch-katholischen Kirche.
Es geht zurück auf einen frühchristlichen Bischofssitz in der gleichnamigen antiken Stadt und gehörte zur Provinz Palaestina prima. Heute heißt der Ort Rafah und befindet sich im Gazastreifen südlich der Stadt Gaza und liegt unmittelbar an der Grenze zu Ägypten.
| Titularbischöfe von Raphia |                                  |                                        |                   |                   |
| Nr.                        | Name                             | Amt                                    | von               | bis               |
| 1                          | Aloys Ernest Joye OFMCap         | emeritierter Bischof von Port Victoria | 4. Juni 1936      | 4. Oktober 1962   |
| 2                          | John Willem Nicolaysen Gran OCSO | Koadjutorbischof von Oslo (Norwegen)   | 27. Dezember 1962 | 25. November 1964 |